# Imabari
Imabari (Japans: 今治市, Imabari-shi) is een Japanse stad in de prefectuur Ehime aan de Japanse Binnenzee. In 2017 telde de stad 155.477 inwoners.

## Geschiedenis
Op 11 februari 1920 werd Imabari benoemd tot stad (shi). In 2005 werden de gemeenten Hakata (伯方町), Kamiura (上浦町), Kikuma (菊間町), Miyakubo (宮窪町), Namikata (波方町), Omishima (大三島町), Onishi (大西町), Tamagawa (玉川町), Yoshiumi (吉海町) en de dorpen Asakura (朝倉村) en Sekizen (関前村) toegevoegd aan de stad.

## Economie
Imabari heeft een groot aantal werven en bedrijven in de maritieme dienstverlening langs de noordelijke en oostelijke kustlijn van de stad. Er zijn een kleine containerhaven en onderhouds- en bouwwerven van Imabari Shipbuilding (今治造船株式会社 Imabari Zōsen Kabushiki-kaisha), dat zijn hoofdkantoor in deze stad heeft.
Imabari heeft een grote katoenverwerkende industrie, met een nadruk op de productie van handdoeken. Circa 50% van de handdoeken in Japan werden in 2010 in Imabari geproduceerd. In 1998 waren er 200 handdoeken producerende bedrijven. Daarnaast is er in Imabari een specialisatie in textielververij.

## Toerisme

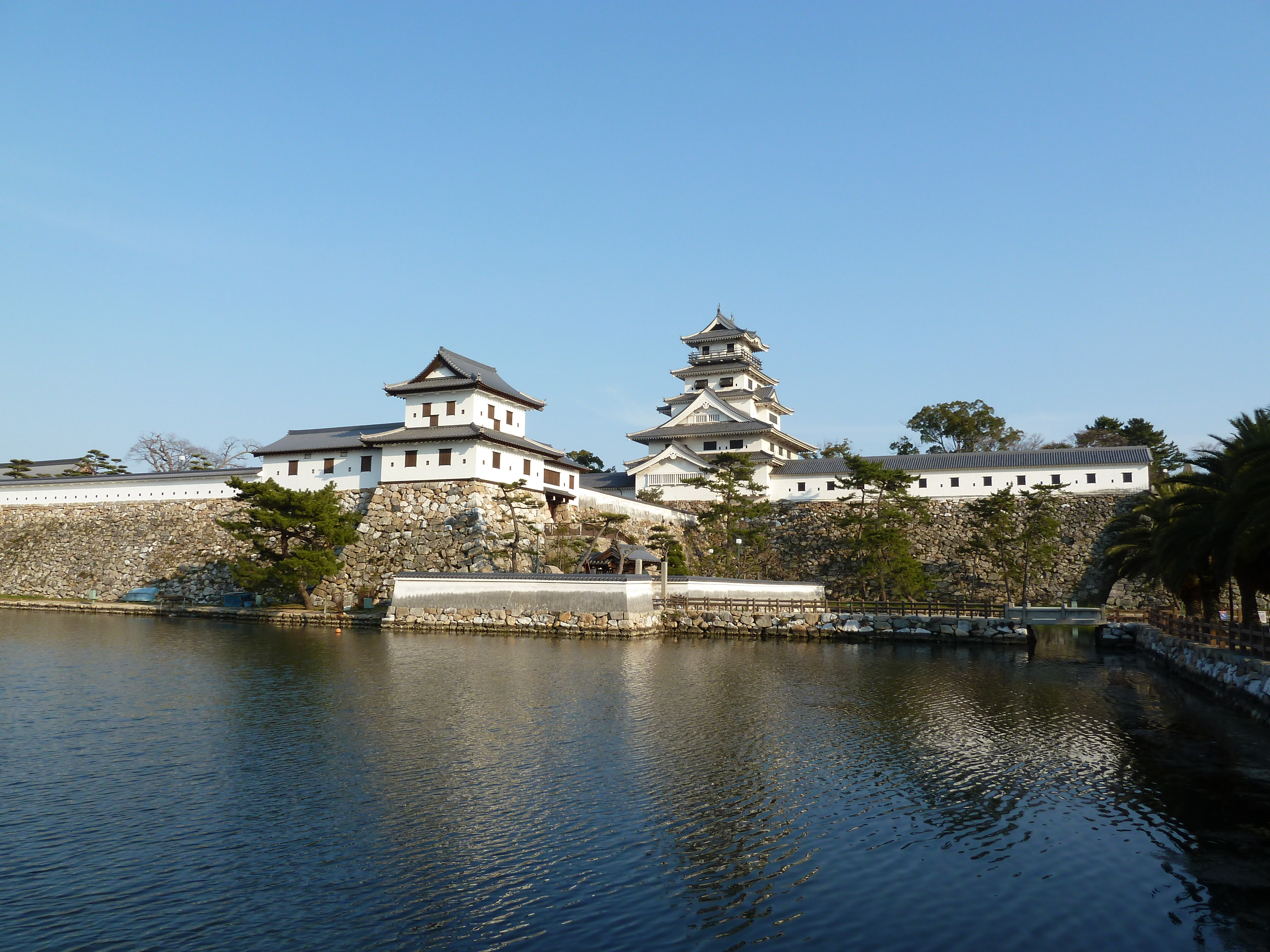
Kasteel van Imabari

In het centrum van de stad ligt het herbouwde kasteel van Imabari. Het origineel, gebouwd in 1604 door daimyo Tōdō Takatora, is in de 20e eeuw gereconstrueerd. Het kasteel is bijzonder omdat er zeewater in de slotgracht staat.
Zes van de 88 tempels van de Shikoku pelgrimsweg liggen in Imabari: Enmeiji, Nankōji, Taisanji, Eifukuji, Senyuji, en Kokubunji (nummers 54-59).
In 2011 werd in Imabari het Toyo Ito architectuurmuseum geopend.

## Verkeer
Imabari heeft een hoofdspoorstation van de Yosan lijn van de JR Shikoku.
De Kurushima-Kaikyō brug is een hangbrug uit 1999 die Imabari, via enkele eilanden in de Japanse Binnenzee verbindt met Onomichi in de Hiroshima prefectuur. De brug maakt deel uit van de Nishiseto snelweg, ook bekend als Shimanami snelweg, en op de brug is naast een snelweg voor autoverkeer ook een voetpad en een fietspad.
Imabari is een centraal punt voor de veerboten naar de nabijgelegen kleinere eilanden.

## Aangrenzende steden
- Matsuyama
- Saijō
- Tōon

## Partnersteden
- Panama-Stad, Panama sinds 2 maart 1977
- Lakeland, Verenigde Staten sinds 6 juli 1995

## Geboren in Imabari
- Kenji Nagai (1957-2007), videojournalist
- Hajime Sorayama, schilder